# Purwodadi (Badar)
Purwodadi is een bestuurslaag in het regentschap Aceh Tenggara van de provincie Atjeh, Indonesië. Purwodadi telt 920 inwoners (volkstelling 2010).